# Lijst van afleveringen van Diagnosis Murder
Dit is een lijst met afleveringen van de Amerikaanse televisieserie Diagnosis Murder. De serie telt 8 seizoenen. Een overzicht van alle afleveringen is hieronder te vinden.

## Seizoen 1
| Nr. | Titel aflevering          | Uitzenddatum VS  |
| --- | ------------------------- | ---------------- |
| 1   | Miracle Cure              | 29 oktober 1993  |
| 2   | Amnesia                   | 5 november 1993  |
| 3   | Murder at the Telethon    | 12 november 1993 |
| 4   | Inheritance of Death      | 19 november 1993 |
| 5   | The 13 Million Dollar Man | 3 december 1993  |
| 6   | Vanishing Act: Part 1     | 10 december 1993 |
| 7   | Vanishing Act: Part 2     | 17 december 1993 |
| 8   | Shanda's Song             | 7 januari 1994   |
| 9   | The Restless Remains      | 14 januari 1994  |
| 10  | Murder with Mirrors       | 21 januari 1994  |
| 11  | Flashdance with Death     | 28 januari 1994  |
| 12  | Reunion with Murder       | 4 februari 1994  |
| 13  | Lily                      | 4 maart 1994     |
| 14  | Guardian Angel            | 1 april 1994     |
| 15  | Nirvana                   | 8 april 1994     |
| 16  | Broadcast Blues           | 15 april 1994    |
| 17  | Shaker                    | 29 april 1994    |
| 18  | The Plague                | 6 mei 1994       |
| 19  | Sister Michael Wants You  | 13 mei 1994      |

## Seizoen 2
| Nr. | Titel aflevering             | Uitzenddatum VS   |
| --- | ---------------------------- | ----------------- |
| 1   | Many Happy Returns           | 16 september 1994 |
| 2   | A Very Fatal Funeral         | 23 september 1994 |
| 3   | Woman Trouble                | 30 september 1994 |
| 4   | The Busy Body                | 7 oktober 1994    |
| 5   | My Four Husbands             | 14 oktober 1994   |
| 6   | Murder Most Vial             | 21 oktober 1994   |
| 7   | You Can Call Me Johnson      | 28 oktober 1994   |
| 8   | Georgia on My Mind           | 4 november 1994   |
| 9   | The Last Laugh: Part 1       | 11 november 1994  |
| 10  | The Last Laugh: Part 2       | 18 november 1994  |
| 11  | Death by Extermination       | 2 december 1994   |
| 12  | Standing Eight Count         | 9 december 1995   |
| 13  | The Bela Lugosi Blues        | 6 januari 1995    |
| 14  | The New Healers              | 13 januari 1995   |
| 15  | Call Me Incontestable        | 20 januari 1995   |
| 16  | A Blast from the Past        | 3 februari 1995   |
| 17  | Playing for Keeps            | 10 februari 1995  |
| 18  | Sea No Evil                  | 24 februari 1995  |
| 19  | How to Murder Your Lawyer    | 24 februari 1995  |
| 20  | Naked Babes                  | 31 maart 1995     |
| 21  | Death in the Daytime         | 28 april 1995     |
| 22  | My Baby Is Out of This World | 5 mei 1995        |

## Seizoen 3
| Nr. | Titel aflevering                    | Uitzenddatum VS  |
| --- | ----------------------------------- | ---------------- |
| 1   | An Innocent Murder                  | 8 december 1995  |
| 2   | Witness to Murder                   | 15 december 1995 |
| 3   | All-American Murder                 | 22 december 1995 |
| 4   | Murder in the Courthouse            | 29 december 1995 |
| 5   | Murder on the Run: Part 1           | 5 januari 1996   |
| 6   | Murder on the Run: Part 2           | 12 januari 1996  |
| 7   | Love Is Murder                      | 19 januari 1996  |
| 8   | Misdiagnosis Murder                 | 26 januari 1996  |
| 9   | The Pressure to Murder              | 9 februari 1996  |
| 10  | Living on the Streets Can Be Murder | 16 februari 1996 |
| 11  | Murder, Murder                      | 23 februari 1996 |
| 12  | Murder in the Dark                  | 8 maart 1996     |
| 13  | 35 Millimeter Murder                | 29 maart 1996    |
| 14  | The Murder Trade                    | 5 april 1996     |
| 15  | Mind Over Murder                    | 12 april 1996    |
| 16  | Murder by the Book                  | 19 april 1996    |
| 17  | FMurder                             | 26 april 1996    |
| 18  | Left-Handed Murder                  | 3 mei 1996       |

## Seizoen 4
| Nr. | Titel aflevering           | Uitzenddatum VS   |
| --- | -------------------------- | ----------------- |
| 1   | Murder by Friendly Fire    | 19 september 1996 |
| 2   | Murder Can Be Contagious   | 26 september 1996 |
| 3   | Murder on Thin Ice         | 3 oktober 1996    |
| 4   | X Marks the Murder: Part 1 | 10 oktober 1996   |
| 5   | X Marks the Murder: Part 2 | 10 oktober 1996   |
| 6   | A Model Murder             | 17 oktober 1996   |
| 7   | Murder Can Be Murder       | 24 oktober 1996   |
| 8   | An Explosive Murder        | 31 oktober 1996   |
| 9   | Murder by the Busload      | 7 november 1996   |
| 10  | A Candidate for Murder     | 14 november 1996  |
| 11  | The ABC's of Murder        | 21 november 1996  |
| 12  | Murder in the Family       | 12 december 1996  |
| 13  | In Defense of Murder       | 9 januari 1997    |
| 14  | A History of Murder        | 16 januari 1997   |
| 15  | Murder Two: Part 1         | 30 januari 1997   |
| 16  | Murder Two: Part 2         | 6 februari 1997   |
| 17  | Hard-Boiled Murder         | 13 februari 1997  |
| 18  | Murder, Country Style      | 20 februari 1997  |
| 19  | Delusions of Murder        | 27 februari 1997  |
| 20  | A Passion for Murder       | 3 april 1997      |
| 21  | Blood Brothers Murder      | 10 april 1997     |
| 22  | Physician, Murder Thyself  | 24 april 1997     |
| 23  | Murder in the Air          | 24 april 1997     |
| 24  | The Merry Widow Murder     | 1 mei 1997        |
| 25  | Comedy Is Murder           | 8 mei 1997        |
| 26  | The Murder of Mark Sloan   | 8 mei 1997        |

## Seizoen 5
| Nr. | Titel aflevering                    | Uitzenddatum VS   |
| --- | ----------------------------------- | ----------------- |
| 1   | Murder Blues                        | 18 september 1997 |
| 2   | Open and Shut                       | 25 september 1997 |
| 3   | Malibu Fire                         | 2 oktober 1997    |
| 4   | Deadly Games                        | 9 oktober 1997    |
| 5   | Slam-Dunk Dead                      | 16 oktober 1997   |
| 6   | Looks Can Kill                      | 23 oktober 1997   |
| 7   | Fatal Impact: Part 1                | 30 oktober 1997   |
| 8   | Fatal Impact: Part 2                | 30 oktober 1997   |
| 9   | Must Kill TV                        | 6 november 1997   |
| 10  | Discards                            | 13 november 1997  |
| 11  | A Mime Is a Terrible Thing to Waste | 20 november 1997  |
| 12  | Down and Dirty Dead                 | 11 december 1997  |
| 13  | Retribution: Part 1                 | 8 januari 1998    |
| 14  | Retribution: Part 2                 | 15 januari 1998   |
| 15  | Drill for Death                     | 22 januari 1998   |
| 16  | Rain of Terror                      | 29 januari 1998   |
| 17  | Baby Boom                           | 5 februari 1998   |
| 18  | Talked to Death                     | 26 februari 1998  |
| 19  | An Education in Murder              | 15 maart 1998     |
| 20  | Murder at the Finish Line           | 26 maart 1998     |
| 21  | First Do No Harm                    | 16 april 1998     |
| 22  | Promises to Keep                    | 23 april 1998     |
| 23  | Food Fight                          | 30 april 1998     |
| 24  | Obsession: Part 1                   | 7 mei 1998        |
| 25  | Obsession: Part 2                   | 14 mei 1998       |

## Seizoen 6
| Nr. | Titel aflevering                             | Uitzenddatum VS   |
| --- | -------------------------------------------- | ----------------- |
| 1   | Resurrection: Part 1                         | 24 september 1998 |
| 2   | Resurrection: Part 2                         | 24 september 1998 |
| 3   | Till Death Do Us Part                        | 1 oktober 1998    |
| 4   | Wrong Number                                 | 8 oktober 1998    |
| 5   | Blood Will Out                               | 15 oktober 1998   |
| 6   | Alienated                                    | 29 oktober 1998   |
| 7   | Write, She Murdered                          | 5 november 1998   |
| 8   | Rear Windows '98                             | 12 november 1998  |
| 9   | The Last Resort                              | 19 november 1998  |
| 10  | Murder x 4                                   | 3 december 1998   |
| 11  | Dead in the Water                            | 17 december 1998  |
| 12  | Trapped in Paradise                          | 6 januari 1999    |
| 13  | Voices Carry                                 | 21 januari 1999   |
| 14  | Murder, My Suite                             | 28 januari 1999   |
| 15  | Murder on the Hour                           | 4 februari 1999   |
| 16  | Rescue Me                                    | 11 februari 1999  |
| 17  | Down Among the Dead Men                      | 18 februari 1999  |
| 18  | Never Say Die                                | 25 februari 1999  |
| 19  | Trash TV: Part 1                             | 29 april 1999     |
| 20  | Trash TV: Part 2                             | 29 april 1999     |
| 21  | Blood Ties                                   | 6 mei 1999        |
| 22  | Today Is the Last Day of the Rest of My Life | 13 mei 1999       |

## Seizoen 7
| Nr. | Titel aflevering              | Uitzenddatum VS   |
| --- | ----------------------------- | ----------------- |
| 1   | The Roast                     | 23 september 1999 |
| 2   | Sleeping Murder               | 30 september 1999 |
| 3   | Bringing Up Barbie            | 7 oktober 1999    |
| 4   | Murder at Midterm             | 14 oktober 1999   |
| 5   | The Flame                     | 21 oktober 1999   |
| 6   | The Killer Within             | 28 oktober 1999   |
| 7   | Gangland: Part 1              | 4 november 1999   |
| 8   | Gangland: Part 2              | 4 november 1999   |
| 9   | The Mouth That Roared         | 11 november 1999  |
| 10  | Seven Deadly Sins             | 18 november 1999  |
| 11  | Santa Claude                  | 16 december 1999  |
| 12  | Man Overboard                 | 6 januari 2000    |
| 13  | Frontier Dad                  | 13 januari 2000   |
| 14  | Too Many Cooks                | 20 januari 2000   |
| 15  | Jake's Women                  | 3 februari 2000   |
| 16  | Murder by Remote              | 10 februari 2000  |
| 17  | Teacher's Pet                 | 17 februari 2000  |
| 18  | The Unluckiest Bachelor in LA | 24 februari 2000  |
| 19  | A Resting Place               | 6 april 2000      |
| 20  | Murder at BBQ's Bob           | 20 april 2000     |
| 21  | Two Birds with One Sloan      | 27 april 2000     |
| 22  | Swan Song                     | 4 mei 2000        |
| 23  | Out of the Past: Part 1       | 11 mei 2000       |
| 24  | Out of the Past: Part 2       | 11 mei 2000       |

## Seizoen 8
| Nr. | Titel aflevering                  | Uitzenddatum VS  |
| --- | --------------------------------- | ---------------- |
| 1   | Death by Design                   | 12 oktober 2000  |
| 2   | Blind Man's Bluff                 | 19 oktober 2000  |
| 3   | Sleight-of-Hand                   | 26 oktober 2000  |
| 4   | By Reason of Insanity             | 2 november 2000  |
| 5   | The Patient Detective             | 9 november 2000  |
| 6   | The Cradle Will Rock              | 16 november 2000 |
| 7   | Hot House                         | 30 november 2000 |
| 8   | All Dressed Up and Nowhere to Die | 7 december 2000  |
| 9   | Confession                        | 4 januari 2001   |
| 10  | Playing God                       | 11 januari 2001  |
| 11  | Less Than Zero                    | 18 januari 2001  |
| 12  | Sins of the Father: Part 1        | 2 februari 2001  |
| 13  | Sins of the Father: Part 2        | 9 februari 2001  |
| 14  | You Bet Your Life                 | 16 februari 2001 |
| 15  | Bachelor Fathers                  | 23 februari 2001 |
| 16  | Being of Sound Mind               | 2 maart 2001     |
| 17  | Dance of Danger                   | 30 maart 2001    |
| 18  | The Red's Shoes                   | 20 april 2001    |
| 19  | No Good Deed                      | 27 april 2001    |
| 20  | Deadly Mirage: Part 1             | 4 mei 2001       |
| 21  | Deadly Mirage: Part 2             | 4 mei 2001       |
| 22  | The Blair Nurse Project           | 11 mei 2001      |